# Митрошенков, Александр Викторович
Алекса́ндр Ви́кторович Митроше́нков (род. 27 сентября 1957, Ржев, СССР) — советский и российский журналист, продюсер. Вице-президент Академии Российского телевидения, вице-президент Национальной ассоциации телерадиовещателей (НАТ), член Международной академии телевизионных искусств и наук ЭММИ (США), вице-президент Совета Ассоциации Коммуникационных Агентств России (АКАР). Заслуженный журналист Российской Федерации (2024).

## Биография
Александр Митрошенков родился в г. Ржеве Тверской области. Родители: Митрошенков Виктор Анатольевич (1933—1988) — полковник, писатель; Митрошенкова, Евгения Евгеньевна (1935—2010) — писатель.

## Образование
Окончил Московский институт электроники и математики (МИЭМ НИУ ВШЭ) по специальности «Прикладная математика» в 1980 году. В 1984 году защитил кандидатскую диссертацию в области телеуправления и кибернетики.

## Карьера
В период с 1979 по 1982 год работал научным обозревателем газеты Московский комсомолец.
В 1982 году перешёл на должность научного обозревателя и редактора газеты Советская Россия (более 2 000 000 экземпляров ежедневно).
В 1989 году при поддержке Академии наук и Министерства науки и образования начал выпускать научно-популярное издание Всероссийскую газету «Поиск», возглавив её.
В 1992 году основал компанию AVM Media, став ее основным инвестором.
В 2000-х годах Александр Митрошенков сконцентрировался на других инвестиционных проектах.
AVM Media - российская коммуникационная группа по производству телевизионного контента и рекламы. AVM Media принимает участие в создании следующих телепроектов: «Песни от всей души», «Привет, Андрей!», «Малахов», «Прямой эфир» (Россия-1), «Спокойной ночи, малыши!» и «С добрым утром, малыши!» (Карусель), «Когда все дома с Тимуром Кизяковым» (Россия-1), выпуски «Прогноз погоды» на федеральных каналах. АВМ Медиа поддерживает Международный благотворительный фонд Юрия Башмета, учредивший премию имени Дмитрия Шостаковича, и Благотворительный фонд «Русский Силуэт».
АВМ Медиа также инициировала создание программ: «За семью печатями», «Следствие ведёт Колобков», «Гении и злодеи уходящей эпохи», «Пусть говорят", «Большая стирка» (Первый канал), «Исторический процесс», «Субботник» (Россия-1), «Научная среда с Павлом Лобковым» (НТВ), «Искатели», «Чёрные дыры. Белые пятна», «Вокзал мечты с Юрием Башметом» (Россия Культура), реалити-шоу «Ты — супермодель» при участии студии 10 by 10 Entertainment Bankable Productions The Tyra Banks Company (СТС), «Кандидат» при участии MGM Worldwide Television Group (ТНТ), «Cosmopolitan. Видеоверсия» (ТНТ), «Звёздный бульвар» (НТВ) и другие.

## Издательская деятельность
Александр Митрошенков - автор 11 научных работ в области телеуправления и кибернетики.
Автор 17 научно-популярных книг, изданных в СССР и России, а также в переводе на английский, французский, испанский, итальянский, болгарский языки. Среди них: «У порога тайны», «Вдохновение», «Загадка доктора Тепфера», «Бесконечные дороги Вселенной» (в соавторстве с П. Поповичем).
За просветительскую деятельность в области космонавтики, был удостоен 8 медалей, в том числе имени Ю. А. Гагарина и имени С. П. Королёва.

## Просветительская деятельность
Весомый вклад Митрошенков внёс в популяризацию науки и научно-просветительского телевидения. Спродюсированные им, совместно с известным телеведущим Львом Николаевым, циклы программ «Братство бомбы» и «Код жизни», получили широкую известность не только в России, но и за её пределами. Программы и документальные фильмы, в разные годы созданные телекомпанией «Цивилизация», являются победителями Международных конкурсов. 
По инициативе Митрошенкова ежегодно вручается Золотая медаль имени Льва Николаева за вклад в развитие научно-популярного и просветительского телевидения.
Одно из важных направлений профессиональной деятельности Александра Митрошенкова связано с проблемами детства, образования, поддержкой семьи и укрепления её статуса в современном обществе. Александр Митрошенков стал инициатором выпуска цикла образовательных телепрограмм для юных зрителей по истории искусства, географии, русскому и английскому языкам, а также финансовой грамотности на базе программы «Спокойной ночи, малыши!».
Утренняя развлекательная программа «Когда все дома», уже много лет собирающая у телеэкранов зрителей всех возрастов, с появлением рубрики «У вас будет ребёнок», получила важное социальное назначение. На основе рубрики появился масштабный проект «Видеопаспорт ребёнка», получивший Государственную поддержку. Благодаря этому проекту, оставшиеся без родительской любви и опеки малыши, могут обрести своих приёмных родителей и покинуть стены детских домов.

## Благотворительность
Митрошенков является инициатором создания Международного благотворительного фонда Юрия Башмета. Ежегодно Фонд вручает премию имени Дмитрия Шостаковича выдающимся музыкантам и деятелям культуры современности.
В 1997 году с целью поддержки молодых российских дизайнеров Александр Митрошенков стал инициатором создания Благотворительного фонда «Русский Силуэт», а в 1999 году — одноимённый Международный конкурс молодых дизайнеров для продвижения юных талантов. Конкурс объединяет тысячи дизайнеров из стран СНГ и Прибалтики.

## Награды и звания
- Медаль ордена «За заслуги перед Отечеством» I степени (17 августа 2017 года) — за большой вклад в развитие отечественной культуры, искусства, средств массовой информации и многолетнюю плодотворную деятельность[4].
- Медаль ордена «За заслуги перед Отечеством» II степени (8 июля 2011 года) — за достигнутые трудовые успехи и многолетнюю плодотворную работу[5].
- Заслуженный журналист Российской Федерации (3 января 2024 года) — за заслуги в развитии отечественной журналистики и многолетнюю плодотворную работу[6].
- Премия Правительства Российской Федерации в области средств массовой информации (17 декабря 2015 года) — за реализацию проекта «Видеопаспорт ребёнка», ставшего эффективным инструментом поиска семей для детей, оставшихся без попечения родителей[7].
- Почетный знак Союза журналистов России «За заслуги перед профессиональным сообществом» (2020 год).
- Нагрудный знак «За заслуги в развитии медиакоммуникаций» от Федерального агентства по печати и массовым коммуникациям (2020 год).
- Премия «ТОП-менеджеры НПБК» (Национальная Премия бизнес-коммуникаций, 2019 год).

Александр Митрошенков является Вице-президентом Академии Российского телевидения, вице-президентом Национальной ассоциации телерадиовещателей (НАТ), членом Международной академии телевизионных искусств и наук ЭММИ (США), вице-президентом Совета Ассоциации Коммуникационных Агентств России (АКАР).
Имеет многочисленные благодарности и награды от органов государственной власти и профессиональных сообществ. Трижды был удостоен премии в области российского медиабизнеса «Медиа-Менеджер России — 2006», «Медиа-менеджер десятилетия 2010» и «Медиа-Менеджер России – 2020».